# Windeberg
Windeberg  is een dorp in de Duitse gemeente Mühlhausen in het Unstrut-Hainich-Kreis in Thüringen. Het dorp wordt voor het eerst genoemd in een oorkonde uit 1296. Het dorp werd in 1992 toegevoegd aan Mühlhausen.